# Shahumyan (Lorri)
Pour les articles homonymes, voir Shahumyan (homonymie).
Shahumyan ou Shahumian (en arménien Շահումյան) est une communauté rurale du marz de Lorri en Arménie. En 2008, elle compte 3 015 habitants.